# Khagaria (distrikt)
Khagaria är ett distrikt i Indien.   Det ligger i delstaten Bihar, i den nordöstra delen av landet, 1 000 km öster om huvudstaden New Delhi. Antalet invånare är 1 666 886.
Följande samhällen finns i Khagaria:
- Khagaria